# Rejon lgowski
Rejon lgowski (ros. Льговский район) – jednostka administracyjna wchodząca w skład obwodu kurskiego w Rosji.
Centrum administracyjnym rejonu jest miasto Lgow (jednak nie wchodzi w jego skład stanowiąc samodzielną jednostkę administracyjną – okręg miejski).

## Geografia
Powierzchnia rejonu wynosi 1029,54 km².
Graniczy z innymi rejonami obwodu kurskiego: kurczatowskim, konyszowskim, sudżańskim, bolszesołdatskim, chomutowskim, korieniewskim, rylskim.
Głównymi rzekami rejonu są: Sejm, Opoka, Byk, Bobrik i Biełaja Łoknia.

## Historia
Rejon powstał w roku 1928, a w 1934 stał się częścią nowo powstałego obwodu kurskiego. W 1963 do rejonu został włączony zlikwidowany rejon iwaniński, a w 1977 z rejonu wydzielono rejon kurczatowski.

## Demografia
W 2018 rejon zamieszkiwało 11 657 mieszkańców (wyłącznie na terenach wiejskich).

## Podział administracyjny rejonu
W skład rejonu wchodzi 8 sielsowietów (91 miejscowości).
| Sielsowiety (osiedla wiejskie): | Centrum administracyjne | Pozostałe miejscowości | Liczba mieszkańców | Powierzchnia (km²) |
| ------------------------------- | ----------------------- | --- | ------------------ | ------------------ |
| Bolszeugonski                   | Bolszyje Ugony          | Głuszyca, Emmanuiłowka, Karasiewka, Kliszyno, Kozji Ugony, Małyje Ugony, Niżnije Dieriewieńki, Sugrowo | 1922               | 125,90             |
| Gorodienski                     | Gorodiensk              | Borisowka, Luszynka, Nikołajewka, Oktiabrskij, Pogoriełowka, Prigorodnaja Słobodka, Rieczica | 1288               | 100,85             |
| Gustomojski                     | Gustomoj                | 1-j Ziabkin, 2-j Ziabkin, Baniszczi, Chołm, Gornostajewka, Iznoskowo, Kirpicznyj, Kołontajewka, Krasnaja Zaria, Nadieżdowka, Pristień, Riewielskij, Sieriebrianyj, Striemouchowka, Żyliszcze | 1615               | 222,90             |
| Iwanczikowski                   | Iwanczikowo             | 20 Let Oktiabria, Koczetno, Krasnozawodskoj, Krasnyj Jurok, Olszanka, Piesocznyj, Polaczkowo, Ponura, Priedpankiejewskij, Tielatnikowo | 1006               | 106,20             |
| Kudincewski                     | Kudincewo               | Siergiejewka, Szeriekino, Woronino | 1345               | 57,90              |
| Maricki                         | Marica                  | Krasnaja Dubrawa, Chriapnik, Krasnyj Pachar, Nikołajewka, Nowyje Prudy, Szeriekinskij | 749                | 50,71              |
| Sielekcyonny                    | Sielekcyonnyj           | Artakowo, Fitiż, Glinica, Koczanowka, Nowyj Mir, Szeriekino, Wiktorowka | 1933               | 78,53              |
| Wyszniedieriewienski            | Wysznije Dieriewieńki   | Aleksandrowka, Anastasjewka, Arsienjewka, Bieżencew, Bolszaja Orłowka, Bukriejewo-Bobrik, Bułgakowka, Cukanowo-Bobrik, Czeriemoszki, Dieriewieńki, Djakowka, Durowo-Bobrik, Jabłonowyj, Jekatierinowka, Krasnaja Now, Kromskije Byki, Lewszynka, Lewszynka, Lubomirowka, Malejewka, Milutino, Siemionowka, Striemouchowo-Bobrik, Szaposznikowo, Wasiljewka, Wiesiоłaja Polana, Wołżyn | 2145               | 286,55             |